# Фотешти (Валча)
Фотешти (рум. Fotești) насеље је у Румунији у округу Валча у општини Јонешти. Oпштина се налази на надморској висини од 223 m.

## Становништво
Према подацима из 2002. године у насељу је живело 338 становника, од којих су сви румунске националности.